# Barisia levicollis
Barisia levicollis är en ödleart som beskrevs av  Leonhard Hess Stejneger 1890. Barisia levicollis ingår i släktet Barisia och familjen kopparödlor. Inga underarter finns listade.
Denna ödla förekommer i delstaten Chihuahua i norra Mexiko. Arten lever i skogar med tallar och ekar. Den vistas på marken och gräver hål. Äggen kläcks inuti honans kropp.
Inget är känt angående populationens storlek och möjliga hot. IUCN kategoriserar arten globalt som otillräckligt studerad.